# جبال خمير

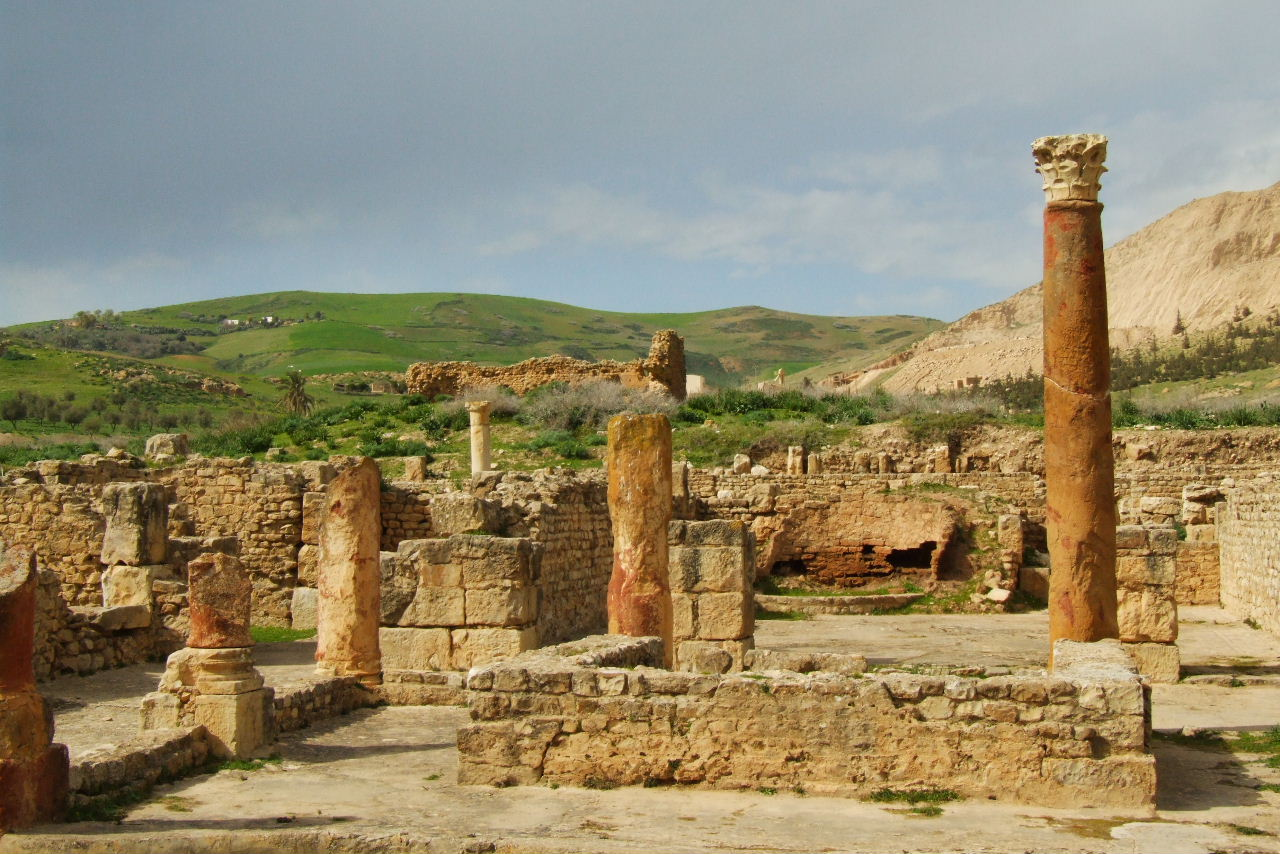
مدينة بولا ريجيا الرومانية، بالقرب من جندوبة، تونس مع جبال خمير في الخلفية.

جبال خُمَيرْ (تُهجَّأ محليا جبال خْمِيرْ) هي منطقة جبلية تقع في شمال غرب تونس وشمال شرق الجزائر. تحتوي على غابات واسعة من خشب البلوط. نظرًا لارتفاع معدل هطول الأمطار نسبيًا، تعد واحدة من أكثر المناطق التي تسقى جيدًا في شمال إفريقيا (من 40 إلى 60 بوصة [1000 إلى 1500 ملليمتر] في السنة).
يمتد نطاقها جنوب البحر الأبيض المتوسط وشمال وادي مجردة والشرق من الحدود الجزائرية إلى جبل الأبيض (الأبيض). تتركز الثلوج في الارتفاعات العليا خاصة على الجانب الجزائري.

## روابط خارجية
- Ain Kroumir - Regional Website of the Kroumirie